# 卡伦·马斯登
卡伦·马斯登（英語：Karen Marsden，1962年11月28日—），澳大利亚女子曲棍球运动员。她曾代表澳大利亚国家队参加1996年夏季奥林匹克运动会曲棍球比赛，获得一枚金牌。